# Stranded Deep
Stranded Deep es un videojuego de supervivencia desarrollado por el estudio australiano Beam Team Games para Microsoft Windows, macOS, PlayStation 4, Xbox One y Linux. El videojuego se lanzó en acceso anticipado el 23 de enero de 2015 y la versión completa se lanzó el 11 de agosto de 2022.

## Trama
Stranded Deep tiene lugar en el océano Pacífico, donde un superviviente de un accidente de avión se encuentra con algunos escenarios amenazantes en un mundo lleno de islas. Los jugadores son capaces de explorar islas del pacífico, arrecifes, y fosas oceánicas, además de tener la necesidad de buscar y desarrollar el medio para sobrevivir.
El juego presenta un clima dinámico y también contiene día y noche. También presenta un sistema para construir, por el cual los jugadores son capaces de quedarse en una isla y construir un refugio o una balsa para explorar el océano.
Y una cosa más que lleva este juego es un sistema de elaboración de herramientas, por el cual los recursos pueden ser cosechados y combinados para crear equipamiento. Los recursos son limitados, y hay que usarlos con sabiduría. También el inventario del jugador es limitado.
Los jugadores tienen que controlar sus signos de vida tales como el hambre, sed, y sueño, contra los elementos que afrontan. La sed es en particular un componente importante para la supervivencia. Las fuentes para hidratarse son escasas, puedes beber leche de coco que es el más común y más fácil de obtener sustituto de agua, pero puede causar diarrea si bebes mucho. El jugador puede construir un recolector de agua, el cual producirá agua con el tiempo.
El hambre es otro reto, a pesar de que no es tan serio. La comida puede ser obtenida de muchas fuentes, incluyendo cocos, pesca, y raciones. Los jugadores son también capaces de buscar barcos hundidos e islas para equipamiento raro.
El océano tropical en el juego esta lleno de vida diferente. El océano contiene peces pequeños, tortugas de mar, rayas, peces león, culebras de mar, estrellas con corona de espinas, peces espada, ballenas, así como el peor enemigo en el juego - tiburones. Hay diferentes tipos de tiburones, algunos siendo pasivos, mientras otros amenazantes, como el Tiburón blanco. Los tiburones atacan directamente al jugador, también pueden golpear la balsa del jugador y poder girarla. Hay también tres míticas criaturas encontradas en sitios concretos - un megalodon, un calamar gigante llamado Lusca, y una anguila gigante llamada Abaia. Cada uno da un trofeo cuando son eliminados. 
Cuando el avión choca en el océano, el jugador se salva por un bote salvavidas inflable, encontrado cerca del accidente del avión. El bote salvavidas está equipado con una bolsa que contiene un compás, así como raciones que el jugador puede utilizar. El bote salvavidas también puede ser utilizado como balsa para viajar entre diferentes islas. Una característica clave de la balsa amarilla es que se puede anclar.
Esto es porque las balsas pueden ser llevadas por la corriente del océano abierto. El jugador puede recoger componentes y materiales que puede utilizar para construir su propia balsa. Estas balsas pueden ser diversas en base, piso, y la hélice.
El juego también presenta un final oficial. El jugador puede encontrar un portaaviones abandonado, en una isla pequeña. En el barco, hay un avión, el cual al ser reparado puede servir para escaparse del océano.
En el juego, el jugador también puede encontrar huevos de Pascua, un ejemplo sería el de la película Náufrago. En una de las islas, hay un balón con una mancha de una mano con sangre, se llama Wollie, similar a Wilson el de la película. Hay también una caja de correo en una isla, pareciéndose a una caja de FedEx de la película Náufrago.
El juego también presenta un modo "cartographer", donde el jugador puede manipular su mundo, así como añadir y personalizar islas.

## Criaturas
Comestibles:
- Sardinas: Son las criaturas más fáciles de cazar y las que más abundan debido a que están en todos lados . Se consiguen en los arrecifes y todos los bordes de las islas, siempre y cuando no te alejes mucho de una isla. Se pueden obtener tanto con los arpones como las lanza de pesca o la caña de pescar en etapas tempranas del juego y llenan 1 slot de comida( Es necesario pelarlo para poder comerlo)

- Cangrejo: Criaturas pequeñas que habitan en las playas de gran parte de las islas, y son las que menos daño infligen, siendo las criaturas que hacen menos daño en el juego y las que más abundan de las mismas. . Se pueden recolectar con cualquier arma o herramienta que inflija daño en el juego, ya que basta con un golpe para noquearlo y poder recogerlo. Para poder ser ingerido es necesario pelarlo.

- Pez león: Es el segundo pez que podés encontrar en los arrecifes, no atacan pese a que tengan espinas venenosas, pero no por ello impide que te envenenen, ya que si lo tocas te aplicara el efecto de veneno, y esto puede ocurrir estando tanto vivo como el cuerpo muerto flotando o en tierra (no en tu inventario). Se utiliza normalmente para crear repelente de tiburones con una botella de coco.

- Pez Arquero o Pez Disco: Es igual a las Sardinas en funcionamiento, no atacan y llenan 1 slot de comida.

- Serpiente: Las serpientes se encontrarán en las islas mientras exploran, y los jugadores que no las eviten se encontrarán en muchos problemas. Las serpientes casi siempre intentarán huir de los jugadores, pero aquellos que estén acorralados o provocados de alguna manera atacarán. Son difíciles de ver con su camuflaje natural, por lo que se recomienda que los jugadores mantengan la vista en el suelo mientras exploran. Si la muerden, la serpiente nocturna envenena a los jugadores, pero si logras acabar con ella sin problemas, recibirás la exuberante suma de 1 de carne pequeña como recompensa.

- Serpiente de mar: Al igual que la serpiente común, esta envenena, pero no ataca de por sí sola. Recibirás el efecto de veneno si le pasas por al lado cuando nades de forma descuidada. Se puede cazar aunque no es recomendable por su riesgo.

- Cerdo gigante: Aparecen en las islas medianas o de gran tamaño, son agresivos siempre tratando de atacar a los jugadores. Es muy recomendable que los aniquiles apenas llegues a las islas, debido a que suelen ser una gran molestia y además son una gran fuente de recursos. Tras acabar con ellos, puedes pelarlo para obtener 4 de cuero y comida grade( siendo este de las primeras comidas en tamaño grande que se puede obtener).

- Gaviota: Los animales más pacíficos y agradables del juego, no sabemos por que querrías comerlos pero tu a lo tuyo. Podes crear una trampa para poder atraparlos y comerlos. No hacen daño y siempre se regeneran.

- Pez Mero gigante: Los preces grandes más amigables que hay, ya que estos no atacan pese a que una mordida de esos peces podrían hacerte daño de una sola mordida. Mueren rápidamente con las lanzas de pesca que son muy fáciles de de hacer. Al morir queda su cuerpo flotando, el cual podés arrastrarlo a tierra o pelarlo ahí mismo en el agua. Brinda comida mediana.

- Jabalí chico: !No los mates¡ No hay mejor mascota que tener un mini pig corriendo por la isla. Son las criaturas más inofensivas y hermosas del juego. No te voy a decir que dan para que no los toques( comida pequeña)

- Tiburones:

```
  *Tiburón de Arrecife: Es el tiburón más pequeño del juego, no se puede matar ni hace daño alguno, y debido a su abundancia es un alivio que así sea.
  
  *Tiburón Martillo: Es de los primeros tiburones que encontrar, habitan en aguas poco profundas y el océano, naturalmente son agresivos, si apenas estas comenzando no es recomendable cazarlos ya que pueden infligir mucho daño si no estas acostumbrado a pelearles. Dejan cuero y comida grande al ser pelados.
   
  *Tiburón Tigre: Posee las mismas características que el tiburón martillo. Son agresivos naturalmente y dejan caer cuero y comida cuando son derrotados.   
 
  *Pez Espada o Tiburón Aguja: Idéntico a todos los demás tiburones, es agresivo y deja caer comida y cuero al ser asesinados. Se encuentran en áreas poco profundas y en el océano, así que cuidado cuando lo veas pasar cerca de una isla, nunca te tienes que confiar por estar a poca profundidad.
```

```
  *Tiburón duende:  Es bastante agresivo y rápido y ágil, similar al Tiburón Tigre . Cuando se despelleja con un cuchillo refinado , da 3 de cuero crudo y 3 de carne grande. Se lo puede encontrar únicamente en el océano profundo, pero puede ser llevado a los arrecifes con paciencia y un bote. Al ser derrotado, el cuerpo del mismo se hunde con gran rapidez, así que lo mejor es ser rápido al tratar de sujetarlo para poder pelarlo, también puedes arrastrarlo a un arrecife para poder evitar esto.
  
  *Tiburón Blanco: Es el tiburón agresivo más grande que hay y el más imponente. Al igual que sus hermanos pequeños, dejan caer cuero y comida al ser derrotados, y son naturalmente agresivos. Ten mucho cuidado con estos especialmente ya que son muy peligrosos aun con una balsa en buenas condiciones. 
```

```
  *Tiburón Ballena: Son el hermano mayor de los tiburones, y los más educados. No atacan a los jugadores y son la mejor fuente de alimentación del juego, debido a que su carne una vez conseguida, no perece con el tiempo. Es el recurso comestible de mejor calidad que dura a través del tiempo de manera infinita. Aun así son los más difíciles de cazar debido a que huyen cuando tienen poca vida y se hunden al morir.
```

## Lanzamiento
Telltale Games anunció que Stranded Deep estará oficialmente en la PlayStation 4 y Xbox One en octubre de 2018, a través de su Telltale etiqueta Editorial. Cuándo Telltale anunció el cierre mayoritario de su estudio en septiembre de 2018, Beam Team Games declaró que estaba haciendo "todo lo posible" para lanzar las versiones de consola puntualmente. El 29 de enero de 2020, Beam Team Games anunció en su página de Twitter que Stranded Deep estaba programado para finales de marzo para las consolas de videojuegos, pero podría ser retrasado hasta principios de abril en su lugar. El 21 de abril de 2020, el juego fue lanzado oficialmente para la PlayStation 4 y Xbox One.

## Historia de actualizaciones
Stranded Deep fue lanzado como un juego completo para las consolas sólo en el 21 de abril de 2020.
En el 29 de abril de 2020, las versiones de consola recibieron la actualización 1.02. La actualización corrigió bugs y glitches, además de perfeccionar algunas funciones de juego.
Stranded Deep formó parte de los juegos gratis para los usuarios de PlayStation Plus en mayo de 2021. También apareció en la lista de juegos gratis Battlefield V.
- The Forest, un juego de supervivencia similar